# 2-я смешанная авиационная дивизия
2-я смешанная авиационная дивизия, также могла в июле-августе 1941 года называться 2-я бомбардировочная авиационная дивизия — воинское соединение Вооружённых сил СССР в Великой Отечественной войне.

## История
Дивизия сформирована в августе 1940 года в Ленинградском военном округе в Старой Руссе.
В составе действующей армии с 22 июня 1941 года по 20 февраля 1942 года.
На 22 июня 1941 года управление дивизии базировалась в Луге. В дивизии насчитывалось 20 Як-1, 46 И-16, 134 СБ, 21 Пе-2, 20 Ар-2 Участвует в боях с первых дней войны, так наносит удары по колоннам 4-й танковой группы в районе рек Западная Двина и Великая, проводит разведку.
С июля дивизия действовала против мотомеханизированных и танковых колонн противника в районе Пскова, Торошино, Порхова, Дно, с 14 июля 1941 года — по переправам на реке Луга и плацдармам, захваченных противником. Также с 14 июля 1941 года поддерживает наступающие советские войска в ходе контрудара под Сольцами. В августе 1941 года действует по танковым колоннам (в частности по 8-й танковой дивизии) на переправах через Лугу и по дороге на Молосковицы. В основном в конце июля — начале августа 1941 года дивизия действует в интересах правого крыла Северо-Западного фронта. Так, 10 августа 1941 года наносит массированный удар в районе Среднее Село, Заполье, Муравейное и на дорогах юго-западнее Муравейное. С сентября 1941 года действует на ближних южных подступах к Ленинграду.
В сентябре 1941 года дивизия перебазировалась в Волховский район, а затем и в Тихвинский район. В ноябре — декабре 1942 года принимает участие в боевых действиях в ходе Тихвинских оборонительной и наступательной операций.
20 февраля 1942 года расформирована на Ленинградском фронте.

## Состав дивизии
На 22.06.1941 года
Управление — Старая Русса
- 2-й бомбардировочный авиационный полк — Михайловская
- 44-й бомбардировочный авиационный полк — Старая Русса
- 58-й бомбардировочный авиационный полк — Старая Русса
- 65-й штурмовой авиационный полк — Гривочки
- 196-й истребительный авиационный полк — Псков-Кресты

В разное время
- 2-й бомбардировочный авиационный полк (июнь сентябрь 1941)
- 34-й бомбардировочный авиационный полк (январь — февраль 1942)
- 44-й бомбардировочный авиационный полк
- 46-й истребительный авиационный полк (октябрь 1941 — февраль 1942 года)
- 58-й бомбардировочный авиационный полк
- 65-й штурмовой авиационный полк
- 125-й бомбардировочный авиационный полк
- 158-й истребительный авиационный полк
- 196-й истребительный авиационный полк

## Подчинение
| Дата            | Фронт (округ)       | Армия | Корпус | Примечания |
| --------------- | ------------------- | ----- | ------ | ---------- |
| 22.06.1941 года | Северный фронт      | -     | -      | -          |
| 01.07.1941 года | Северный фронт      | -     | -      | -          |
| 10.07.1941 года | Северный фронт      | -     | -      | -          |
| 01.08.1941 года | Северный фронт      | -     | -      | -          |
| 01.09.1941 года | Ленинградский фронт | -     | -      | -          |
| 01.10.1941 года | Ленинградский фронт | -     | -      | -          |
| 01.11.1941 года | Ленинградский фронт | -     | -      | -          |
| 01.12.1941 года | Ленинградский фронт | -     | -      | -          |
| 01.01.1942 года | Ленинградский фронт | -     | -      | -          |
| 01.02.1942 года | Ленинградский фронт | -     | -      | -          |

## Командиры
- полковник Архангельский, Пётр Петрович
- полковник Сандалов, Владимир Александрович